# Polypore des caves
Donkioporia expansa
Espèce
Synonymes
Donkioporia expansa, de son nom vernaculaire, le Polypore des caves, anciennement Phellinus megaloporus, est un champignon lignivore, cause de la pourriture fibreuse.

## Description
Le mycélium se présente sous forme d'amas blanc épais et feutré blanc qui jaunit et devient brunâtre en vieillissant, la consistance devient coriace et dure.
Le carpophore se développe par-dessus le mycélium. Il est constitué de mamelons irréguliers, bruns, formés de tubes longs et fins.
Conditions de développement :
- taux d'humidité élevé (supérieur à 40 %) ;
- température supérieure à 25 °C, optimum à 35 °C ;
- atmosphère confinée, obscurité ;
- croissance lente.

Le Polypore des caves attaque principalement les feuillus (en particulier le chêne, le châtaignier), il décompose le duramen plus rapidement que l'aubier. Il s'attaque rarement aux résineux.